# Yeonsu-gu
Yeonsu-gu (Hán Việt: Diên Thọ khu) là một quận của thành phố Incheon, Hàn Quốc. Quận nằm gần Thành phố mới Songdo, một khu đô thị phát triển của khu Kinh tế mở Incheon.

## Hành chính
- Yeonsu 1 -3 Dong (연수1~3동)
- Dongchun 1 -3 Dong (동춘1~3동)
- Ongnyeon 1 -2 Dong (옥련1~2동)
- Seonhak-dong (선학동)
- Cheonghak-dong (청학동)
- Songdo 1 -2 Dong (송도1~2동)